# Canton d'Orange-Est
Le canton d'Orange-Est est une ancienne division administrative française du département de Vaucluse, en région Provence-Alpes-Côte d'Azur.

## Histoire
Le canton fait partie de l'arrondissement d'Orange jusqu'à la suppression de celui-ci en 1926, puis à celui d'Avignon.
Le canton est supprimé par le décret du 28 février 2014 qui entre en vigueur à l'issue des élections départementales de mars 2015.

## Composition
| Nom                | Code Insee | Intercommunalité             | Population (dernière pop. légale)               |
| ------------------ | ---------- | ---------------------------- | ----------------------------------------------- |
| Orange (chef-lieu) | 84087      | CC du Pays Réuni d'Orange    | Fraction : 14 399(2012) Commune : 29 482 (2014) |
| Camaret-sur-Aigues | 84029      | CC Aygues Ouvèze en Provence | 4 659 (2014)                                    |
| Jonquières         | 84056      | CC du Pays Réuni d'Orange    | 4 962 (2014)                                    |
| Sérignan-du-Comtat | 84127      | CC Aygues Ouvèze en Provence | 2 474 (2014)                                    |
| Travaillan         | 84134      | CC Aygues Ouvèze en Provence | 718 (2014)                                      |
| Uchaux             | 84135      | CC Aygues Ouvèze en Provence | 1 531 (2014)                                    |
| Violès             | 84149      | CC Aygues Ouvèze en Provence | 1 616 (2014)                                    |

## Représentation

### Conseillers généraux de 1833 à 2015
| Période               | Identité                            | Parti                         | Qualité |
| --------------------- | ----------------------------------- | ----------------------------- | --- |
| 1833-1844             | Henri Melchior Jean-Baptiste Monier |                               | Maire d'Orange |
| 1844-1852             | Charles-Henri Monier                |                               | Avocat à Orange |
| 1852-1870             | Adrien Meynard                      | Droite bonapartiste           | Négociant, maire d'Orange (1864-1870) |
| 1870-1871             | M. Dupuy M. Richard M. Devèze       |                               | Membres de la commission départementale |
| 1871-1888 (décès)     | Adrien Meynard                      | Droite                        | Ancien maire d'Orange |
| 1888-1901             | Eugène Monier-Vinard                | Droite monarchiste            | Avocat à Orange |
| 1901-1907             | Ernest de Ferrier de Montal         | Républicain                   | Propriétaire à Orange, conseiller d'arrondissement |
| 1907-1919             | Auguste Lacour                      | Rad.                          | Pharmacien puis négociant - Maire d'Orange (1904-1919 et 1924-1925) Député (1910-1914) |
| 1919-1925             | Henri Monier de Saint-Estève        | URD                           | Propriétaire - Maire d'Uchaux |
| 1925-1940             | Fernand Gonnet (1888-1955)          | Rad.                          | Ingénieur des Arts et Métiers Propriétaire-viticulteur, négociant Président du syndicat des viticulteurs de la région provençale Maire de Camaret Membre de la Commission administrative départementale (1941-1942) Nommé conseiller départemental en 1942 |
| 1945-1960 (décès)     | Raphaël Balester (1882-1960)        | Rad.-RGR                      | Directeur des épiceries en gros Le Soleil Maire d'Orange (1945-1960) |
| 11 décembre 1960-1961 | Louis Giorgi                        | PCF                           | Agent d'assurances à Orange Élu conseiller général du canton d'Orange-Ouest en 1964 |
| 1961-1967             | André Bruey (1912-1979)             | Radical                       | Notaire Maire d'Orange (1960-1971) |
| 1967-2004             | Jacques Bérard                      | UDR puis RPR                  | Avocat - Député (1958-1967 et 1968-1978) Maire d'Orange (1971-1977) Sénateur de Vaucluse (1986-1995) Président du conseil général (1998-2001) |
| 2004-2015             | Marie-Claude Bompard                | FN puis MPF puis Ligue du Sud | Maire de Bollène (2008-2020) Élue en 2015 dans le canton de Bollène |

### Conseillers d'arrondissement (de 1833 à 1940)
À partir de 1901, le canton d'Orange Est avait deux conseillers d'arrondissement.
| Période                                  | Période | Identité                                                                     | Étiquette    | Qualité |
| ---------------------------------------- | ------- | ---------------------------------------------------------------------------- | ------------ | --- |
| 1833                                     |         | Alexandre Hilarion César Esprit Baron de Dianous de la Perrotine (1767-1859) |              | Maréchal de camp retraité, maire de Sérignan                                                                |
|                                          |         |                                                                              |              | |
| 1877                                     | 1892    | M. Latour                                                                    | conservateur | |
| 1892                                     | 1895    | Félix Autran                                                                 | Républicain  | Entrepreneur à Camaret                                                                                      |
| 1895                                     | 1898    | Claude-Théophile Durieu                                                      | Droite       | Propriétaire à Camaret                                                                                      |
| 1898                                     | 1901    | Ernest de Ferrier de Montal                                                  | Républicain  | Propriétaire à Orange                                                                                       |
| 1901                                     |         | Pierre Rigaud                                                                | Socialiste   | |
| 1901                                     |         | Antoine Javelle                                                              | Socialiste   | Négociant à Orange                                                                                          |
| 1904                                     | 1910    | M. Bérard                                                                    | Socialiste   | |
| 1910                                     |         | Auguste Farjon                                                               | Libéral      | Propriétaire à Orange                                                                                       |
|                                          |         |                                                                              |              | |
| 1925                                     | 1940    | Raphaël Mossé (1872-1958)                                                    | Radical      | Conseiller municipal d'Orange, greffier de la justice de paix                                               |
|                                          | 1940    | M. Germain                                                                   | Radical      | |
| 1940                                     |         |                                                                              |              | Les conseils d'arrondissement ont été suspendus par la loi du 12 octobre 1940 et n'ont jamais été réactivés |
| Les données manquantes sont à compléter. |         |                                                                              |              | |

## Démographie
| 1962 | 1968 | 1975 | 1982 | 1990   | 1999   | 2006   | 2011   | 2012   |
| ---- | ---- | ---- | ---- | ------ | ------ | ------ | ------ | ------ |
| -    | -    | -    | -    | 25 233 | 27 218 | 29 198 | 29 986 | 29 889 |